# Farväl Norrsätra
Farväl Norrsätra är en bok skriven av Louis de Geer och utom år 1935. Det är den avslutande delen i trilogin om Lennart Molanders öde och äventyr på internatskola Norrsätra. Den första respektive andra delen heter Norrsätra och Det hände på Norrsätra. 

## Källa
De Geer, Louise (1935). Farväl Norrsätra. Bonnier